# Polia robsonii
Polia robsonii là một loài bướm đêm trong họ Noctuidae.